# Білатеральна теорія знака
Білатеральна теорія знака (від лат. bis — двічі і лат. latus — сторона) — мовознавча теорія, згідно з якою знак є двосторонньою одиницею, що має план вираження і план змісту.

## Загальна характеристика
Видатні дослідники-мовознавці, такі як-от: Фердинанд де Сосюр, Степанов Юрій Сергійович, Віталій Іванович Кодухов та ін., розглядають знак як двосторонню одиницю, яка має план вираження і план змісту, тобто значення.
На думку цих учених, поняття знака без значення втрачає сенс: знак без значення не знак. Знак — це органічна єдність двох сторін, це «союз значення і
його носія», тобто поняття й акустичного образу. Це, як зазначав Фердинанд де Сосюр, все одно, що дві сторони аркуша паперу: ніколи не можна розрізати тільки одну з них. 